# Sungai Sidang
Sungai Sidang is een bestuurslaag in het regentschap Mesuji van de provincie Lampung, Indonesië. Sungai Sidang telt 3993 inwoners (volkstelling 2010).